# Valentin Onfroy
Pour les articles homonymes, voir Onfroy.
Valentin Onfroy, né le 16 novembre 1993 à Verdun, est un rameur d'aviron français.

## Biographie
Valentin Onfroy découvre la pratique de l’aviron dès son plus jeune âge grâce à ses parents qui sont tous deux rameurs universitaires et à son oncle, Thierry Richard, médaillé de bronze aux Championnats du monde 1996.
Valentin et son frère Théophile débutent l’aviron dans le club CNVerdun. Ayant des tempéraments différents, c’est la pratique de ce sport qui rapproche les deux frères.
Il remporte aux Championnats d'Europe d'aviron 2016 à Brandebourg-sur-la-Havel une médaille de bronze en quatre sans barreur avec Benjamin Lang, Mickaël Marteau et son frère Théophile.
En 2017, Valentin participe à sa première saison internationale en deux sans barreur avec son frère Théophile Onfroy.
Les frères Onfroy sont médaillés de bronze du deux sans barreur aux Championnats du monde d'aviron 2018 à Plovdiv.
La même année ils sont médaillés d’argent en deux sans barreur aux Championnats d’Europe d’aviron à Glasgow.
En parallèle à son activité de sportif, Valentin Onfroy intègre le Dispositif Athlètes SNCF en novembre 2018 en tant qu’adjoint en amélioration continue au sein du pôle relation client.

## Palmarès[8]
2011
- 18e en quatre de couple (JM4x) aux championnats du Monde Junior à Eton (Grande Bretagne)

2012
- 4e en quatre de couple (BM4x) aux championnats du Monde des moins de 23 ans

2013
- 6e en quatre de pointe avec barreur (BM4+) aux championnats du Monde des moins de 23 ans

2014
- 7e en deux sans barreur (M2-) aux championnats d'Europe à Belgrade (Serbie)

2015
- 5e en huit de pointe avec barreur (M8+) aux championnats d'Europe à Poznań (Pologne)
- 10e en huit de pointe avec barreur (M8+) aux championnats du Monde à Aiguebelette (France)

2016
- 11e en quatre sans barreur (M4-) aux Jeux Olympiques à Rio (Brésil)
- 3e en quatre sans barreur (M4-) aux championnats d'Europe à Brandenburg (Allemagne)

2017
- 4e en deux de pointe (M2-) aux championnats du Monde à Sarasota (USA)
- 2e en deux de pointe (M2-) aux championnats d'Europe à Racice (Croatie)

2018
- 3e en deux sans barreur (M2-) aux championnats du Monde à Plovdiv (Bulgarie)
- 3e en deux de pointe (M2-) aux championnats d’Europe à Glasgow (Écosse)

2020
- 11e en deux de pointe sans barreur (M2-) à Poznań  Pologne